# Rakouské kulturní fórum
Rakouské kulturní fórum (německy Österreichisches Kulturforum označované též austria kulturint nebo zkratkou ÖKF) je souhrnné označení rakouského institutu pro vědu a kulturu v různých zemích světa.

## Struktura

Logo mezinárodního RKF

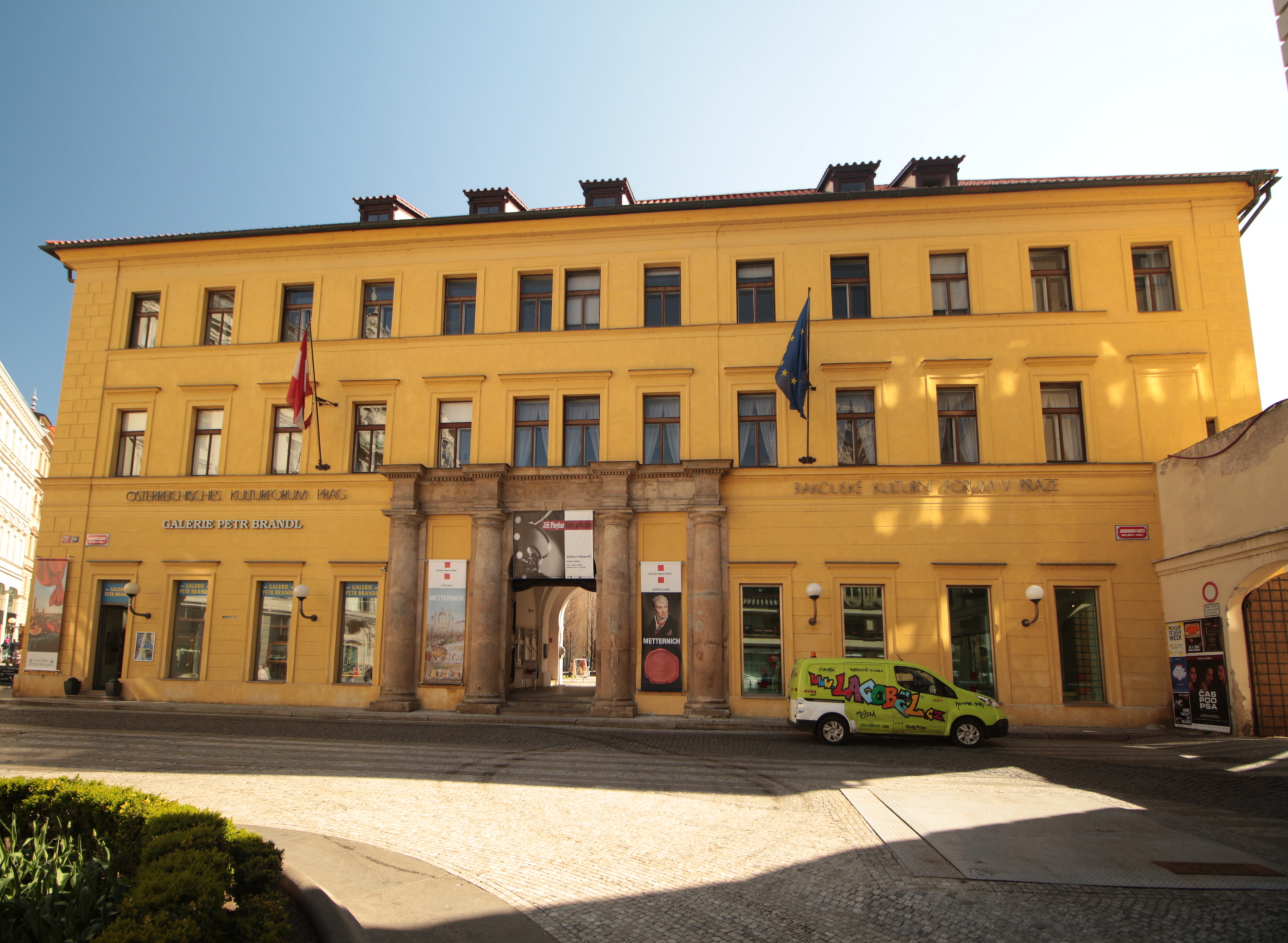
Budova RKF v Praze

Rakouská kulturní fóra jsou zřizována Rakouským ministerstvem zahraničních věcí (Bundesministerium für Europa, Integration und Äußeres, BMEIA), jemuž jsou také přímo podřízena. Jejich hlavním úkolem je zprostředkování kulturního a vědeckého dialogu mezi umělci a vědci v dané hostitelské zemi. Vedoucí kulturního fóra mají diplomatický status.

## Seznam rakouských kulturních fór
Všechny instituce (zčásti založené jako kulturní institut, zčásti zřízené jako kulturní oddělení rakouského velvyslanectví) byly v březnu 2001 jednotně přejmenovány na  kulturní fórum / Kulturforum v místním jazyce hostitelské země. K tomuto názvu je vždy připojen horním indexem je zkratka města, v němž se konkrétní kulturní fórum nachází.
| Stát                | město            | rok založení | název v místním jazyce                                                                     | poznámky |
| ------------------- | ---------------- | ------------ | ------------------------------------------------------------------------------------------ | --- |
| Srbsko              | Bělehrad         | 2001         | austrijski kulturni forum                                                                  | |
| Německo             | Berlín           | 1991         | österreichisches kulturforumber                                                            | |
| Švýcarsko           | Bern             | 2001         | österreichisches kulturforum                                                               | |
| Slovensko           | Bratislava       | 1990         | rakúske kultúrne forúm                                                                     | |
| Belgie              | Brusel           | 2001         | forum culturel autrichienbru, oostenrijks cultuurforumbru, österreichisches kulturforumbru | |
| Maďarsko            | Budapešť         | 1976         | osztrák kulturális fórum                                                                   | |
| Rumunsko            | Bukurešť         | 1999         | forumul cultural austriac                                                                  | |
| Turecko             | Istanbul         | 1974         | avusturya kültür ofisi                                                                     | |
| Egypt               | Káhira           | 1959         | austrian cultural forum                                                                    | |
| Ukrajina            | Kyjev            | 1994         | австрійський культурний форум                                                              | |
| Polsko              | Krakov           | 1990         | austriackie forum kultury                                                                  | |
| Slovinsko           | Lublaň Ljubljana | 1990         | avstrijski kulturni forum                                                                  | |
| Spojené království  | Londýn           | 1956         | austrian cultural forum                                                                    | |
| Španělsko           | Madrid           | 1992         | foro cultural de austria                                                                   | |
| Itálie              | Milán            | 1993         | forum austriaco di cultura                                                                 | |
| Mexiko              | Ciudad de México | 2002         | foro cultural de austria                                                                   | |
| Rusko               | Moskva           | 2001         | Австрийский культурный форум в Москве                                                      | |
| Indie               | Nové Dillí       | 2007         | austrian cultural forum                                                                    | |
| USA                 | New York         | 1956         | austrian cultural forumnyc                                                                 | Nová budova Raimunda Abrahama byla otevřena v roce 2002 v době úřadování tehdejšího vedoucího Christopha z Thun-Hohensteina. |
| Kanada              | Ottawa           | 2001         | austrian cultural forum                                                                    | |
| Francie             | Paříž            | 1954         | Forum Culturel Autrichien                                                                  | |
| Čína                | Peking           | 2004         | (中国) 奥地利文化论坛 [Zhōngguó] Àodìlì wénhuà lúntán                                      | |
| Česko               | Praha            | 1993         | rakouské kulturní fórum                                                                    | |
| Itálie              | Řím              | 1935         | forum austriaco di cultura                                                                 | |
| Bosna a Hercegovina | Sarajevo         | 2018         | Austrijski kulturni forum Sarajevo                                                         | Součást Rakouského velvyslanectví v Sarajevu.                                                                                |
| Írán                | Teherán          | 1958         | انجمن فرهنگی اتريش                                                                         | Jediné rakouské kulturní fórum, kterému je podřízeno také německé.                                                           |
| Izrael              | Tel Aviv         | 2001         |                                                                                            | |
| Japonsko            | Tokio            | 2001         |                                                                                            | |
| Polsko              | Varšava          | 1965         | austriackie forum kultury                                                                  | |
| USA                 | Washington       | 2001         | austrian cultural forumwas                                                                 | |
| Chorvatsko          | Záhřeb           | 1974         | austrijski kulturni forum                                                                  | |